# 竹崎季長
竹崎季長(寬元4年(1246) - ?）是日本鎌倉時代中期肥後國御家人，為菊池氏庶流，常稱作五郎，朝廷官位為兵衛尉。蒙古襲來繪詞中描繪竹崎季長與元軍對戰而聞名。姊是三井資長妻子。元日戰爭期間的兩場戰役皆立下戰功，弘安之役中，再肥後國守護安達泰盛之子安達盛宗的指揮下於壹岐島之戰、御厨海上合戰都有活躍的表現。永仁元年(1293)，建立菩提寺・塔福寺出家。